# Charan
Ne doit pas être confondu avec Charan (Afghanistan) ou Charan (rivière).
Les Charan (devnagari : चारण ; gujarati : ચારણ ; ourdou : ارڈ ; IAST : Caraṇa ; IPA : cɑːrəɳə) sont une caste sud-asiatique résidant nativement dans les États du Rajasthan et du Gujarat en Inde, ainsi que dans les provinces du Sind et du Baloutchistan au Pakistan. Historiquement, les Charans étaient des poètes et des littérateurs, ainsi que des guerriers et des jagirdars (chefs féodaux). Ils se sont spécialisés dans diverses professions en tant que littérateurs, guerriers et commerçants. Les Charans étaient ancrés dans les royaumes médiévaux Rajput en tant que ministres, médiateurs, administrateurs, conseillers et soldats. Le poste de Kaviraja (poète et historien d'État) dans les cours royales était généralement réservé aux Charans. Les poètes charan ont largement contribué à la littérature du Rajasthan, du gujarati et du sindhi.
Les Charan sont considérés comme une race ancienne et sacrée mentionnée dans les écritures et les épopées hindoues telles que Yajurveda, Rāmāyaṇa, Mahābhārata, etc. C'était considéré comme un péché de verser le sang d'un Charan ou de le faire verser.
Dans les anciens textes de la littérature sanskrite, les Cāraṇas sont représentés en train de chanter des hymnes faisant l'éloge des dieux et en tant que prêtres adorant les icônes du temple,.
Historiquement perçues comme étant associées à une origine divine, la sacrilité des Cāraṇas était corollaire de leur inviolabilité ; nuire à qui était considéré comme un péché comparable à brahmahatya., En raison de la protection institutionnalisée et sanctionnée par la religion dont ils bénéficiaient, ils pouvaient sans crainte critiquer et réprimander les rois et leurs actions,, agir en tant que médiateurs dans les différends politiques entre les dirigeants et servir de protecteurs de l'activité commerciale dans les régions en conflit de l'ouest de l'Inde,.
Les Charans ont combattu aux côtés des Rajputs et les ont encouragés à se battre vaillamment avec honneur. Ceux qui ont survécu ont composé des poèmes à la mémoire de leurs amis et héros décédés. Les Charans recevaient des jagir (fief) par les dirigeants en échange de leurs services et étaient connus sous le nom de thakur / jagirdar (classe féodale). Les Charans vénèrent principalement 'Shakti' sous la forme de Hinglaj et ses avatars (réincarnations) en tant que femmes Charan divines telles que Awad Mata, Tanot Rai, Karni Mata, Aai Khodiyar, Deval Mata, Bahuchara Mata, etc. connu sous le nom de 'Deviputras' (fils de la Déesse).

## Origines et mythologie
Les lignées Charan ont été retracées jusqu'aux Charan-Rishis / Munis de l'épopée hindoue Mahabharata, dans laquelle il est mentionné que les Charans se sont occupés de Raja Pandu pendant son séjour dans la région himalayenne "Terre des Charans". Et après sa mort, Charans a pris sur eux de livrer en toute sécurité Kunti et ses fils Pandava à Dhritarashtra, souverain d'Hastinapur et frère de Pandu.
D'autres contes dans les textes puraniques relatent l'ascendance des deva-Charan (Charans divins) au mont Sumer d'où ils sont partis en raison de l'augmentation du nombre de membres de la «population divine».

## Arrivée au Rajasthan
Les Charans sont arrivés au Rajasthan en grand nombre depuis le Sind au cours du VIIIe au IXe siècle apr. J.-C. en raison des tensions politiques résultant de la montée de l'islam dans le Sind. Ils sont censés être dirigés par la déesse Avad qui a tué Sumra vers 800 apr. J.-C., le dirigeant islamique du Sind, et d'autres dirigeants musulmans dans une série de batailles du Sind au Rajasthan moderne.

## Structure sociale
Les membres de la caste sont considérés comme divins par une grande partie de la société. Les femmes de la caste sont adorées comme déesses mères par d'autres grandes communautés de cette région, notamment les Khatris et les Rajputs. Pendant des siècles, les Charans étaient connus pour leur réputation de préférer mourir plutôt que de rompre une promesse.
La société charan est basée sur la généalogie écrite. Un Charan considérera tous les autres Charan comme égaux même s'ils ne se connaissent pas et ont un statut économique ou géographique radicalement différent.
Les hommes de Charan sont également connus comme les guides sacro-saints des chameaux et des bœufs de bât et des caravanes à travers le désert du Thar et comme commerçants de chevaux, de laine et de sels, fournisseurs de nourriture et d'armes aux armées.

### Clans
Les charans ont principalement deux sections endogames en Inde : Maru Charan (ceux du Rajasthan) et Kachela Charan (ceux du Gujarat).
Les principaux clans parmi les Maru-Charans sont Rohariya, Detha, Ratnoo, Ashiya, Mehru, Kiniya et Arha. Les Kachelas sont divisés en sept principaux clans exogames : Nara, Chorada, Chana, Avsura, Maru, Bati et Tumbel.

## Coutumes et traditions
Dans la société du Rajasthan, le remariage des veuves était interdit dans les hautes castes telles que les Charans, les Rajputs et les Brahmanes. La pratique du purdah est strictement observée dans la communauté Charan.

### Mode de salutation
Les hommes Charan et Rajput se saluent en disant «Jai Mataji Ki» (Victoire à la Déesse Mère).

### Héritage
L'une des coutumes Charan où ils diffèrent des Rajputs est dans leurs lois d'héritage. 'Charania Bunt', comme on l'appelle populairement, indique la division égale de la terre entre les fils alors que chez les Rajputs, une grande partie de la terre est donnée au fils aîné.

### Nourriture et boisson
Les Charans appréciaient la consommation d'opium (également connu sous le nom d'Afeem dans les langues régionales), pratiques également populaires parmi les Rajputs de cette région. Mais contrairement aux Rajputs, les femmes Charan ne consomment pas d'alcool. Les charans ne mangent pas la chair des vaches et méprisent ceux qui le font. Les vaches sont respectées comme des mères. Avant l'indépendance de l'Inde en 1947, le sacrifice d'un buffle mâle constituait une partie importante de la célébration de Navratri. De telles célébrations étaient assez souvent présidées par une femme Charan.

### Consommation d'opium
Dans le premier rapport de la Commission royale sur l'opium à Rajputana, les Charans se sont révélés être l'une des communautés les plus consommatrices d'opium conformément à leur statut féodal.
Les occasions où il était considéré comme obligatoire de prendre de l'opium étaient :
1. Fiançailles.
2. Mariages.
3. La visite d'un gendre chez son beau-père.
4. Après un décès, pendant 12 jours par les Rajputs et les Charans, et pendant des périodes identiques ou inférieures par les autres castes.
5. Sur la naissance d'un enfant mâle chez les Rajputs et les Charans.
6. Première épilation d'un enfant mâle chez les Rajputs et les Charans.
7. Sur la raie (ou rasage au milieu) de la barbe par Rajputs et Charans.
8. Sur le festival 'Akhatij'.
9. Sur les rapprochements. Il est également considéré comme la bonne chose à faire lors d'autres festivals, lors de salutations amicales et certains jours dans les temples.

## Contributions à la littérature indienne
Tout un genre de littérature est connu sous le nom de littérature Charan. La langue et la littérature Dingal existent en grande partie grâce à cette caste,. Zaverchand Meghani divise Charan Sahitya (littérature) en treize sous-genres :  
- Chants à la louange des dieux et des déesses (stavan)
- Chants à la louange des héros, des saints et des patrons (birdavalo)
- Descriptions de la guerre (varanno)
- Réprimandes des grands rois hésitants et des hommes qui utilisent leur pouvoir pour le mal (upalambho)
- Moquerie d'une trahison permanente de l'héroïsme (thekadi)
- Histoires d'amour
- Lamentations pour les guerriers morts, les mécènes et les amis (marasiya ou vilap kavya)
- Éloge de la beauté naturelle, de la beauté saisonnière et des festivals
- Description des armes
- Chants à la louange des lions, des chevaux, des chameaux et des buffles
- Énonciations sur l'intelligence didactique et pratique
- Épopées antiques
- Chansons décrivant l'angoisse des gens en temps de famine et d'adversité

D'autres classifications de Charani sahitya sont Khyatas (chroniques), Vartas et Vatas (histoires), Raso (épopées martiales), Veli - Veli Krishan Rukman ri, Doha-Chhand (versets),.